# Lower Eyre Peninsula
Lower Eyre Peninsula är en kommun i Australien. Den ligger i delstaten South Australia, omkring 270 kilometer väster om delstatshuvudstaden Adelaide. Antalet invånare är 4 997.
Följande samhällen finns i Lower Eyre Peninsula:
- Cummins
- Tulka
- North Shields
- Louth Bay
- Wangary
- Wanilla
- Mount Hope

Trakten runt Lower Eyre Peninsula består till största delen av jordbruksmark. Trakten runt Lower Eyre Peninsula är nära nog obefolkad, med mindre än två invånare per kvadratkilometer. Genomsnittlig årsnederbörd är 585 millimeter. Den regnigaste månaden är juni, med i genomsnitt 126 mm nederbörd, och den torraste är januari, med 16 mm nederbörd.